# Escola Médico-Cirúrgica de Lisboa

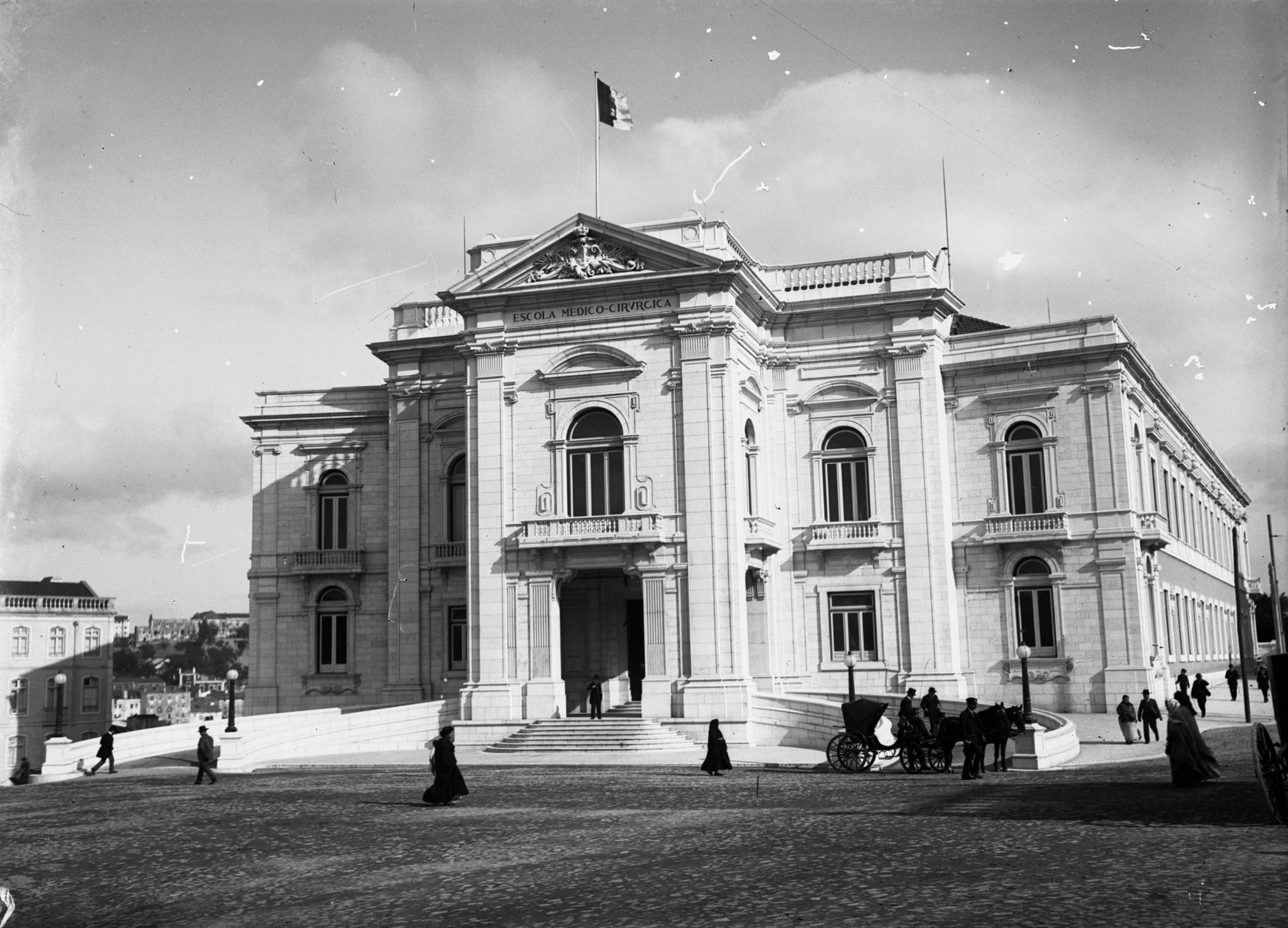
O edifício da Escola Médico-Cirúrgica de Lisboa, na primeira década do século XX.

A Escola Médico-Cirúrgica de Lisboa foi um estabelecimento de ensino superior na área da Medicina e Farmácia criada pelo governo presidido por Passos Manoel em 1836 por transformação da Real Escola de Cirurgia, fundada no Hospital de São José em 1825. Da sua fundação até 1911, ministrou o ensino superior de Medicina e Farmácia sendo então transformada na Faculdade de Medicina da Universidade de Lisboa, a qual manteve agregado a si o ensino de Ciências Farmacêuticas até 1918. Aquele estabelecimento de ensino é assim o antepassado institucional directo das actuais Faculdade de Medicina e Faculdade de Farmácia da Universidade de Lisboa, sendo agora a sede da Faculdade de Ciências Médicas da Universidade Nova de Lisboa.